# Kazuya Matsuda
Kazuya Matsuda (松田 和也 Matsuda Kazuya?), född 23 augusti 1973 i Osaka prefektur, är en japansk tidigare fotbollsspelare.
Matsuda började sin karriär 1993 i Gamba Osaka. Efter Gamba Osaka spelade han för Albirex Niigata och Sagawa Express Osaka. Han avslutade karriären 1998.